# Футбол в Буркина-Фасо
Футбол — самый популярный вид спорта в Буркина-Фасо.

## Национальная сборная
Прогресс буркинийского футбола в последние два десятилетия иллюстрируется достижениями национальных сборных:
- 1998 год — сборная вышла в полуфинал домашнего розыгрыша Кубка Африки (проиграла сборной ДР Конго по пенальти)
- 1999 год — сборная игроков до 17 лет вышла в финал Чемпионата Африки для игроков не старше 21 года (проиграла сборной Ганы)
- 2001 год — сборная игроков до 17 лет заняла третье место на чемпионате мира на Тринидаде и Тобаго, обыграв в «бронзовом» матче Аргентину со счетом 2-0
- 2003 год — молодёжная сборная вышла в финальную часть Чемпионата Мира ФИФА среди молодёжных команд в ОАЭ
- 2009 год — молодёжная сборная заняла третье место на Чемпионате Африки для игроков не старше 21 года (в «бронзовом» матче обыграна команда Малави)
- 2013 год — сборная вышла в финал Кубка Африки (проиграла Нигерии 0:1)

## Известные игроки
- Кассум Уэдраого — буркинийский футболист по прозвищу Зико, играл за «Эсперанс» (Тунис), окончил карьеру в Германии.
- Сиака Уаттара — «Мюлуз», Франция.
- Мумуни Дагано — получил эбонитовую бутсу (приз лучшему африканскому футболисту чемпионата Бельгии) в 2001, играя за «Генк». Позже играл за французские «Генгам» и «Сошо».
- Шарль Каборе — наиболее известный буркинийский футболист, прославился, играя за «Марсель». Позже играл в России за «Кубань», «Краснодар» и московское «Динамо». Рекордсмен сборной по количеству проведённых игр в её составе.

## Последние отборочные циклы

### Квалификация наЧемпионат мира 2006
Буркина-Фасо неожиданно легко прошла в групповой этап — соперник, сборная ЦАР, снялся с соревнования. Такое начало дало команде, бывшей в то время 14 в рейтинге африканских команд, надежду на участие в финальной стадии Чемпионата Мира в Германии. Обыграв в стартовом матче группового этапа сборную Ганы 1-0, Буркина-Фасо возглавила группу 2, в которую также входили команды ЮАР, Кабо-Верде, ДРК и Уганды. Победная поступь оборвалась после двух проигрышей команде Кабо-Верде, которые в совокупности с двумя победами и тремя ничьими составили результат половины отборочного цикла. Ивицу Тодорова сменил на тренерском мостике француз Бернар Симонди, при котором команда стала лучше играть в родных стенах и добилась побед над ДРК и ЮАР, но этого оказалось недостаточно и команда, в состав которой входили такие известные футболисты, как Абдулай Сиссе, Мумуни Дагано и Уилфред Сану оказалась за бортом Чемпионата.